# متس
متس، (به فرانسوی: Metz)، با تلفظ صحیح مس (تلفظ فرانسوی: [mɛs] () شهری در شمال فرانسه، مرکز ناحیهٔ لورن و مرکز شهرستان موزل است. این شهر در محل تلاقی رودهای موزل و سیل (Seille) است.
هرچند از نظر تاریخی نانسی مرکز قلمروی دوک لورن (duchy of Lorraine) بوده‌است، اما این مس بود که در میانهٔ سدهٔ بیستم میلادی به عنوان مرکز ناحیهٔ تازه‌تاسیس لورن انتخاب شد، چراکه در گذشتهٔ تاریخی‌اش مرکز ناحیهٔ لُتارینگیا (Lotharingia) بوده‌است. از سوی دیگر مس، با توجه به نظریهٔ دوکی شهر نانسی، مرکزی مردم‌پسندتر بوده‌است.

## نگارخانه

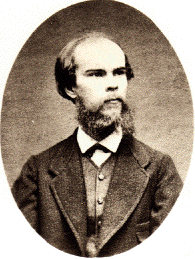
پل ورلن – شاعر
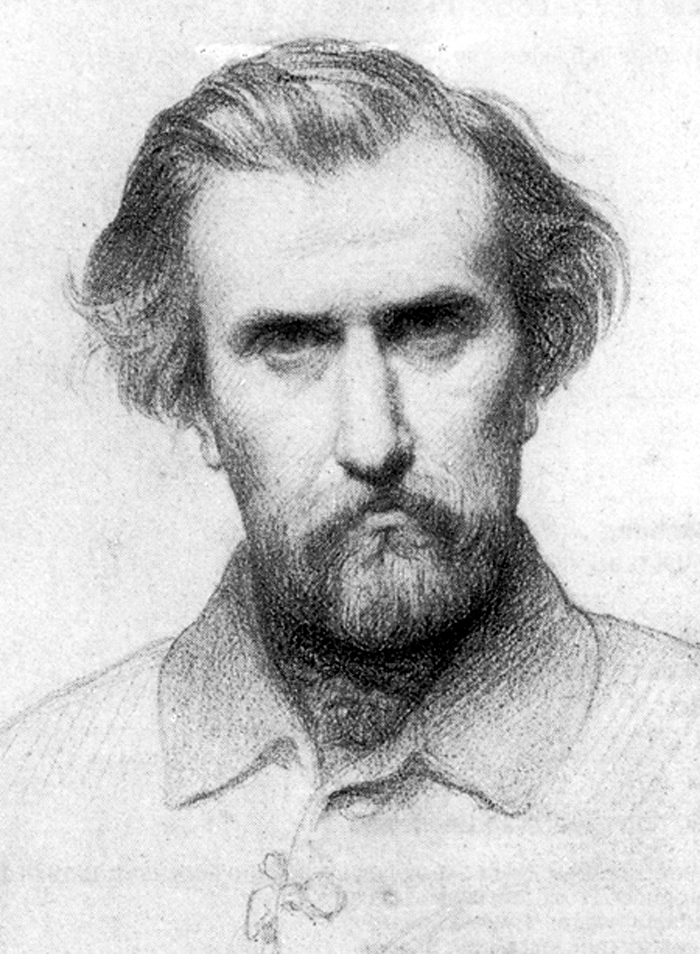
آمبرویز توماس
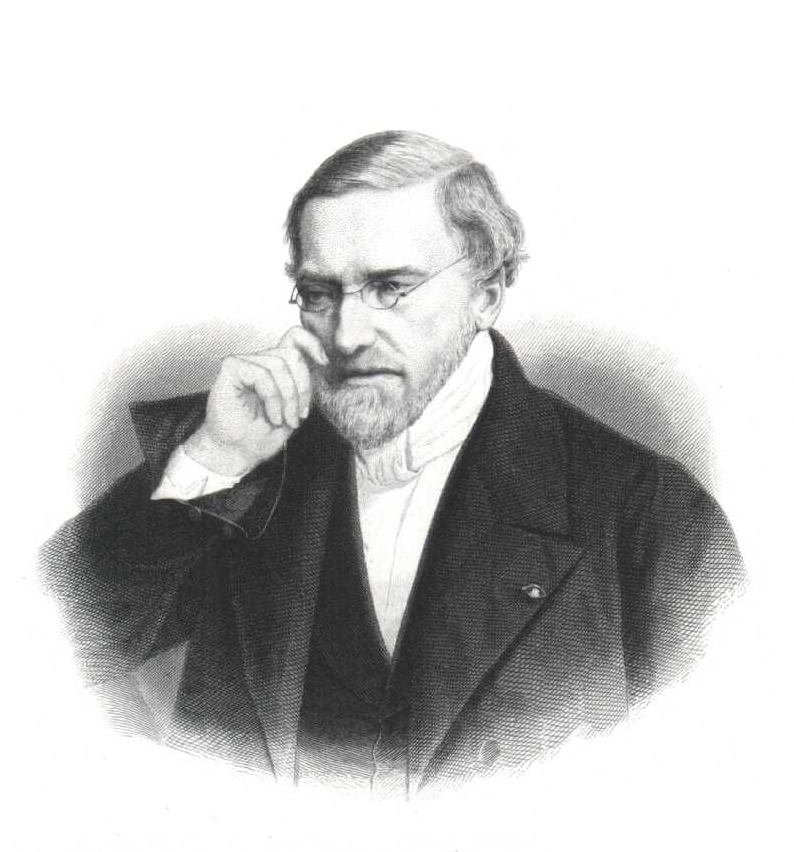
ژان ویکتور پونسله ریاضی‌دان
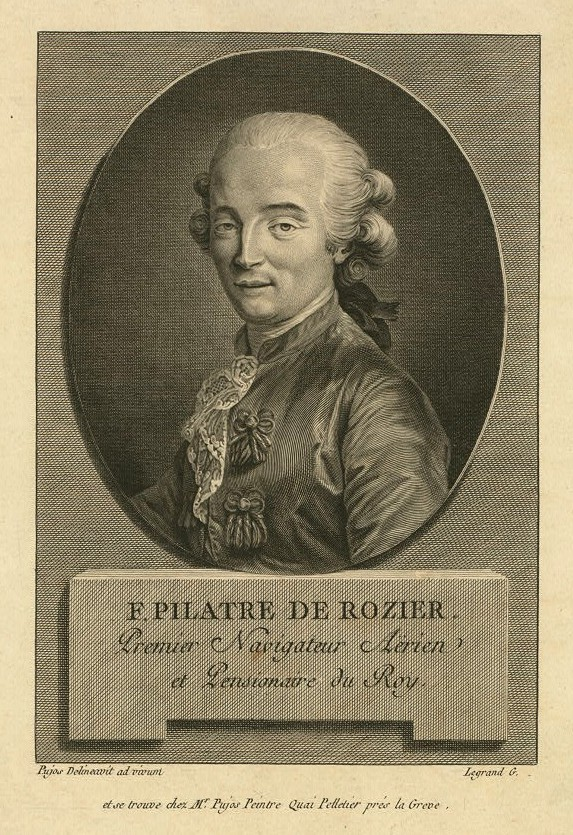
پیلار-د-روزیر – شیمی‌دان و فیزیک‌دان